# 인사고과
인사고과(人事考課)는 기업에서의 노동력의 유효 이용을 목적으로 그 종업원의 담당 직무의 수행도를 측정하는 제도이다. 즉 종업원의 업적·능력·집무·성격·적성 등 모든 관점에서 종업원을 직무와의 관계에서 분석하고 그것을 평가하여 기록해 두는 절차를 말한다.
인사고과의 방식에 대해서는, (1) 성적 순위법, (2) 대인 비교법, (3) 평가 척도법, (4) 다항목 종합 평가법, (5) 인물 명세표법 등이 있다.  흔히 기업에서 채용하는 것은 근무 평가적인 것이며 참된 의미의 인사고과는 아니다. 그리고 실적 평가나 또 업적 평가를 볼 수 있다. 이것은 종업원의 직무 수행도를 측정하는 것이다. 능력 평가도 볼 수 있으나 이것은 장차 담당해야 할 상위 직무에 대처할 수 있는 능력을 평가하는 것이다. 이 중 어느 것이나 중요하지만 또한 성격 판단·장래성 판단·적성 판단 등을 부가해야 할 것이다.  인사고과에서 주의해야 할 점은 인사고과의 조정 문제이다. 평가 수준이 고르지 않거나 또 불공정하면 평가자보다 상위자, 또는 인사 담당자에 의하여 조정이 되는데 그것은 공정하지 않으면 안 된다. 이 때에 연령·성별·학력·출신·지위·근속 연수·조건·노조 관계·연고 등을 고려하지 않아야 하는 것으로 되어 있다.

## 개요
인사고과는 조직내의 각종 직무에 종사하고 있는 종업원의 근무성적이나 능력 등을 그 조직에 대한 유용성의 관점에서 평가하여 이들의 상대적 가치를 조직적으로 결정하는 제도이다. 직무평가가 직무의 평가인 데 비하여 인사고과는 사람에 대한 평가이다. 따라서 양자는 밀접불가분의 관계에 있으며 이들을 병행 실시함으로써 비로소 두 제도가 의도하는 소기의 성과를 거둘 수 있는 것이다.   물론 인사고과제도가 없어도 모든 관리자는 어떠한 형태로든지 일상 근무를 통해서 부하의 능력이나 실적을 평가하고 있다. 그러나 이에 대한 통일적·체계적인 평가 없이는 그 평가는 객관성과 공정성을 띠지 못한다. 이로 인하여 부하의 관리는 정실과 편견에 사로잡히게 되고 상호 불신하는 풍토가 조성되어 상하관계는 악화되기 마련이다. 인사고과는 바로 이런 상하관계를 원활하게 하고 부하의 능력을 최대한으로 발휘하게 하여 생산성을 제고시킨다는 데에 그 의의가 있는 것이다. 본래 기업 성과는 인적 성과(人的成果)와 물적 성과(物的成果)의 결합으로 이루어지는 것인데 물적 성과가 정태적이고 수동적인 데 비하여 인적 성과는 동태적이고 능동적인 것이기 때문에 사실상의 기업 성과는 인적 성과에 의하여 크게 좌우된다. 인사고과는 바로 이 인적 성과를 높이자는 데에 그 목적이 있다.  대한민국에서는 1961년 10월에 일반 공무원에 대한 근무성적 평정규정(각령 제234호), 1963년 11월에 군 공무원에 대한 근무성적 평정규정(각령 제1629호)이 각각 제정·공포되어 본격적으로 실시된 이래 오늘날에 와서는 대기업은 물론 중소기업에 이르기까지 많은 기업이 이 제도를 채택하고 있다.

## 상향평가제
직장 상사의 업무수행 태도와 능역, 부화와의 관계 등을 부하가 평가하는 인사평가제도이다. 주된 평가항목을 보면 전문지식, 업무판단력, 기획력, 솔선수범, 공정성, 의사소통 등이며, 그 결과 각종 포상 및 승진에 반영된다. 평가 내용은 철저하게 비밀을 유지하며 면책특권을 갖는다.

## 같이 보기
- 인사조직관리
- 근무성적평정
- 직무 만족
- 노동법
- 인적자원관리
- 직무분석